# Jóanes Nielsen
Jóanes Sekjær Nielsen (* 5. April 1953 in Tórshavn) ist ein färöischer Schriftsteller und Kommunist.
Jóanes wurde 1953 als der Sohn von Svend Sekjær Nielsen und Marjun Nielsen geboren. Er besuchte die katholische Skt. Frants-Schule in Tórshavn und arbeitete danach als Seemann. Verheiratet ist er mit Rannvá Mortensen und hat zwei Töchter. Die meiste Zeit lebte er in Tórshavn, aber auch in Tvøroyri, Island, Dänemark und Schweden.
Nielsens literarisches Vorbild ist William Heinesen. Seine Literatur ist gesellschaftskritisch und engagiert, gleichzeitig unterhaltsam und komisch.
1984 bekam er den Literaturpreis der Färöer für Pinnabrenni til sosialismuna und 2012 für Brahmadellarnir (Roman). 2002 bekam er den Nordischen Dramatikerpreis für Eitur nakað land week-end?. Kein anderer Färinger wurde so oft für den Literaturpreis des Nordischen Rates nominiert, den er aber nie erhielt: 1988, 1994, 1999 und 2004.

## Werke
- 1978 – Trettandi mánaðin (Gedichtsammlung)
- 1984 – Pinnabrenni til sosialismuna (Gedichtsammlung)
- 1985 – Tjøraðu plankarnir stevna inn í dreymin (Gedichtsammlung)
- 1986 – Á landamørkum vaksa blomstur (Novellen)
  - daraus 2006 – „Der Proviantmeister (Hovmeistarin)“ in: »Von Inseln weiß ich...« Geschichten von den Färöern (Übersetzt von Inga Meincke, herausgegeben von Verena Stössinger und Anna Katharina Dömling / Unionsverlag) (Besprechung in der Süddeutschen Zeitung)
- 1987 – Naglar í jarðarinnar hús (Gedichtsammlung)
- 1991 – Gummistivlarnir eru tær einastu tempulsúlurnar sum vit eiga í Føroyum (Roman)
- 1993 – Kirkjurnar á havsins botni (Gedichtsammlung)
- 1994 – Undergroundting (Essays)
- 1999 – Undergroundting 2 (Essays)
- 2002 – Eitur nakað land week-end? (Schauspiel)
- 2002 – Brúgvar av svongum orðum (Gedichtsammlung)
- 2005 – Glansbílætasamlararnir (Roman)
- 2007 – Tey eru, sum taka mánalýsi í álvara (Gedichtsammlung)
- 2010 – Eftir undrið (Schauspiel)
- 2011 – Brahmadellarnir (Roman) Deutsch: „Die Erinnerungen“. Übersetzt von der dänischen Ausgabe „Brahmadellerne“ (2012) von Ulrich Sonnenberg, btb Verlag, München 2016. ISBN 978-3-442-75433-5.